# Chlorogomphus gracilis
Chlorogomphus gracilis – gatunek ważki z rodziny Chlorogomphidae. Występuje na chińskiej wyspie Hajnan.